# VI arrondissement di Parigi
Il VI arrondissement di Parigi copre un'area centrale della città, sulla rive gauche. Confina ad ovest col VII arrondissement, a nord con la Senna ed il I arrondissement, a sud col XV e XIV arrondissement e ad est col V arrondissement.
Le prime abitazioni lungo la Senna risalgono all'epoca romana, ma il quartiere si è esteso verso sud solo nel XIX secolo.

## Società

### Evoluzione demografica
| Anno                        | Abitanti | Densità (ab./km²) |
| --------------------------- | -------- | ----------------- |
| 1861                        | 95 031   |                   |
| 1866                        | 99 115   |                   |
| 1872                        | 90 288   | 41 994            |
| 1911 (picco di popolazione) | 102 993  | 47 815            |
| 1962                        | 80 262   | 37 262            |
| 1968                        | 70 891   | 32 911            |
| 1975                        | 56 331   | 26 152            |
| 1982                        | 48 905   | 22 704            |
| 1990                        | 47 891   | 22 234            |
| 1999                        | 44 919   | 20 854            |
| 2006                        | 45 278   | 21 060            |
| 2011                        | 43 880   | 20 409            |
| 2017                        | 41 976   | 19 524            |

## Luoghi d'interesse
- Académie française
- Café de Flore

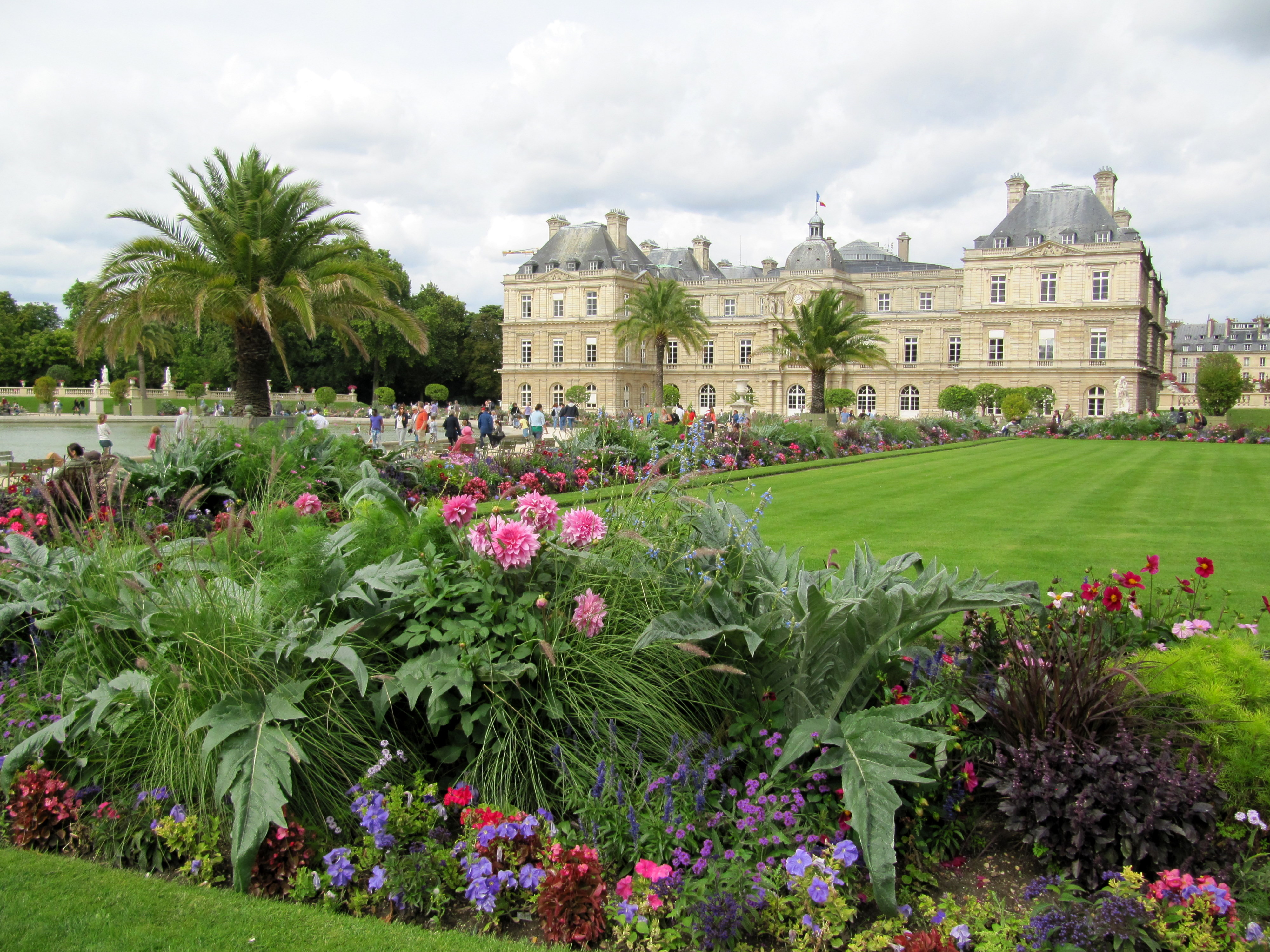
Giardini del Lussemburgo

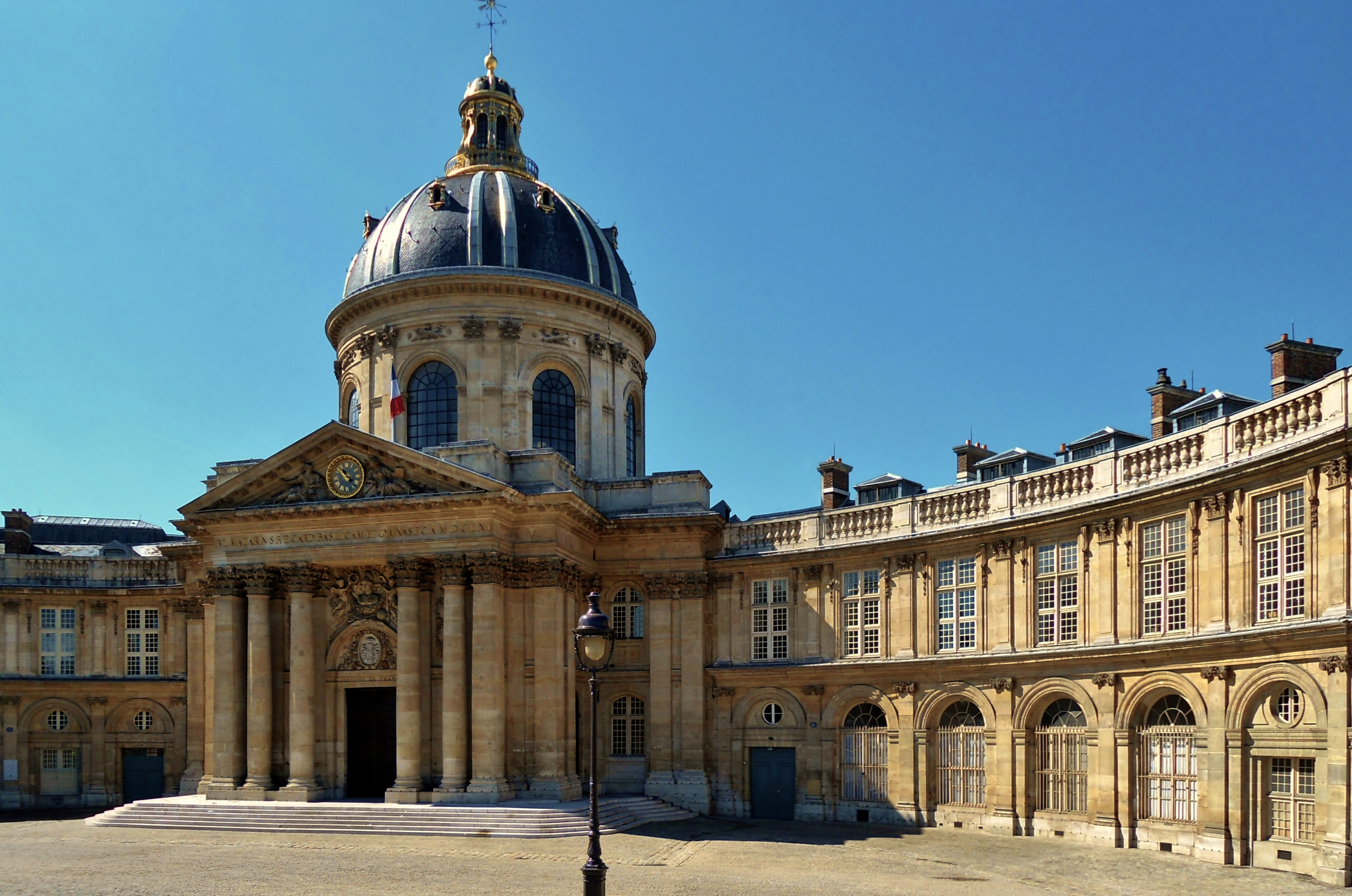
Institut de France

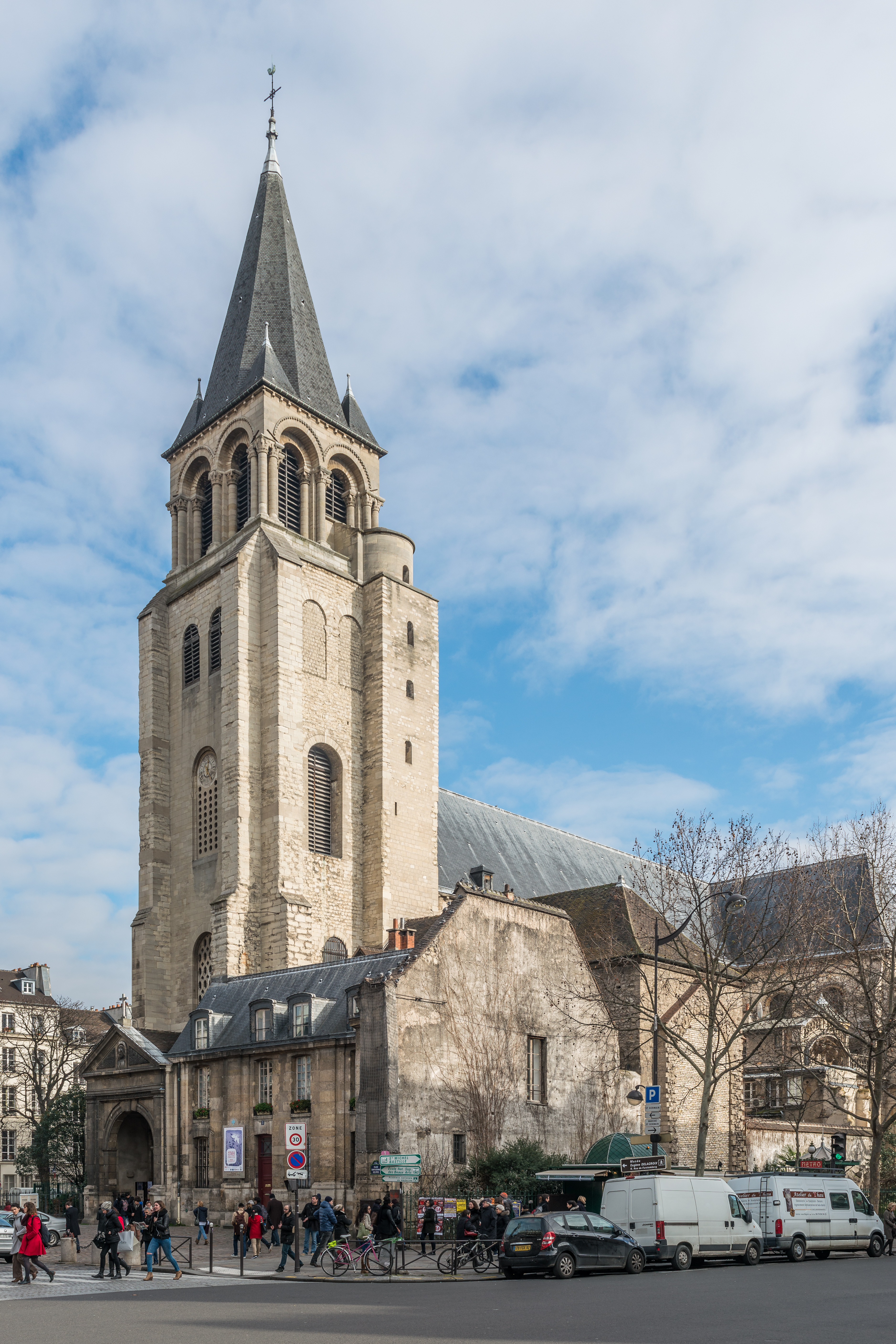
Saint-Germain des Prés

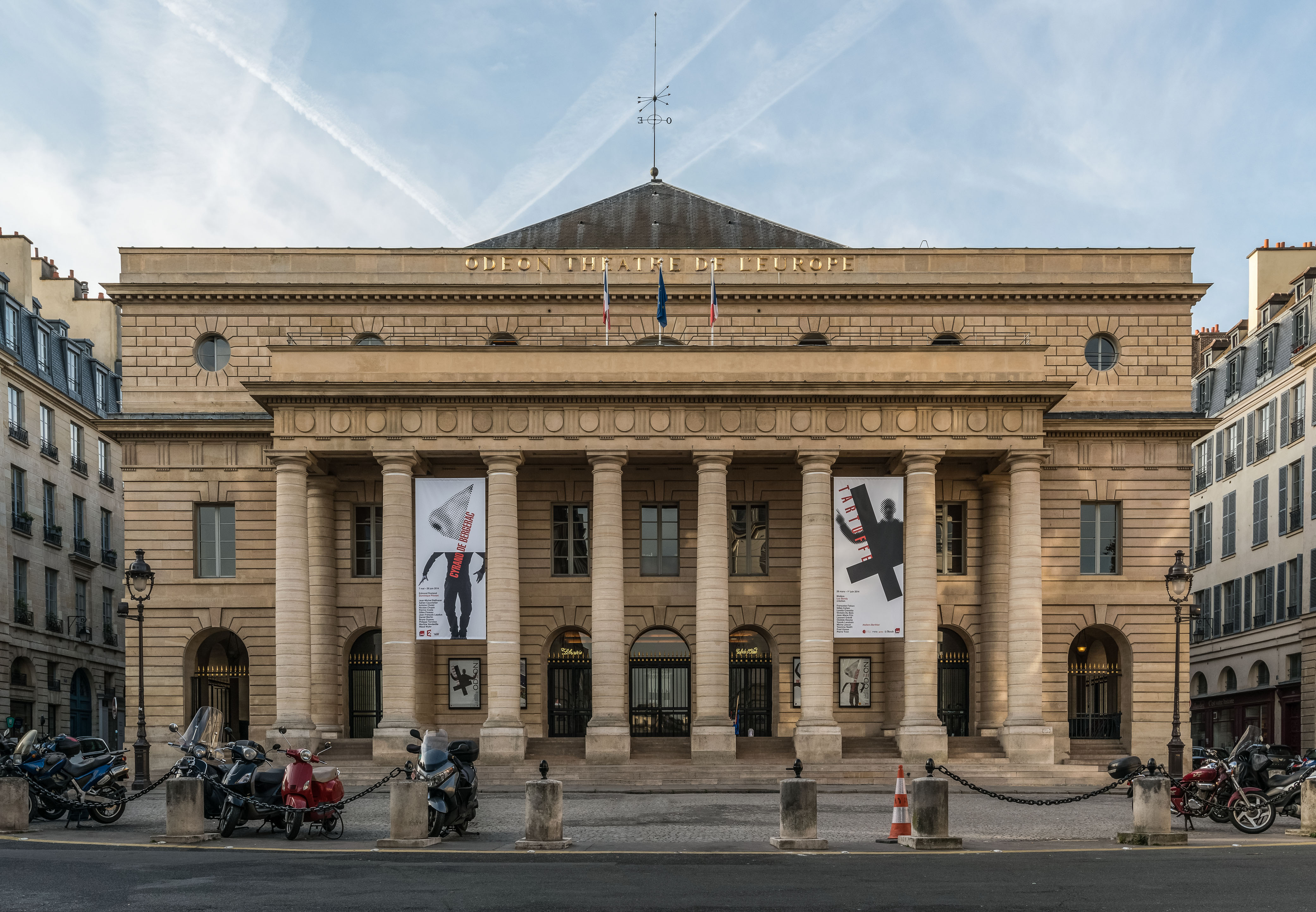
Théâtre de l'Odéon

- Senato francese (Palais du Luxembourg)
- Hôtel Lutetia
- Giardini del Lussemburgo
- Fontana dei Medici
- Les Deux Magots
- Pont des Arts
- Pont Neuf
- Saint-Germain des Prés
- Museo Zadkine
- Saint-Sulpice
- Hôtel des Monnaies
- Institut de France
- Théâtre de l'Odéon
- Musée Delacroix di Parigi
- Fontana di Saint Sulpice
- Cimitero di Saint-Germain

## Cultura

### Istruzione
- Alliance française
- Collège Stanislas
- École Nationale des Ponts et Chaussées
- École nationale supérieure des mines de Paris
- École Nationale Supérieure des Beaux-Arts
- École des Hautes Études en Sciences Sociales
- Lycée Montaigne
- Lycée Saint-Louis
- Università Panthéon-Assas
- Università Paris-Cité
- Lycée Fénelon

## Locali
- Bistrot Le Polidor
- Café Le Procope
- Café Les Deux Magots
- Café de Flore
- Brasserie Lipp
- Café La Palette

## Strade principali

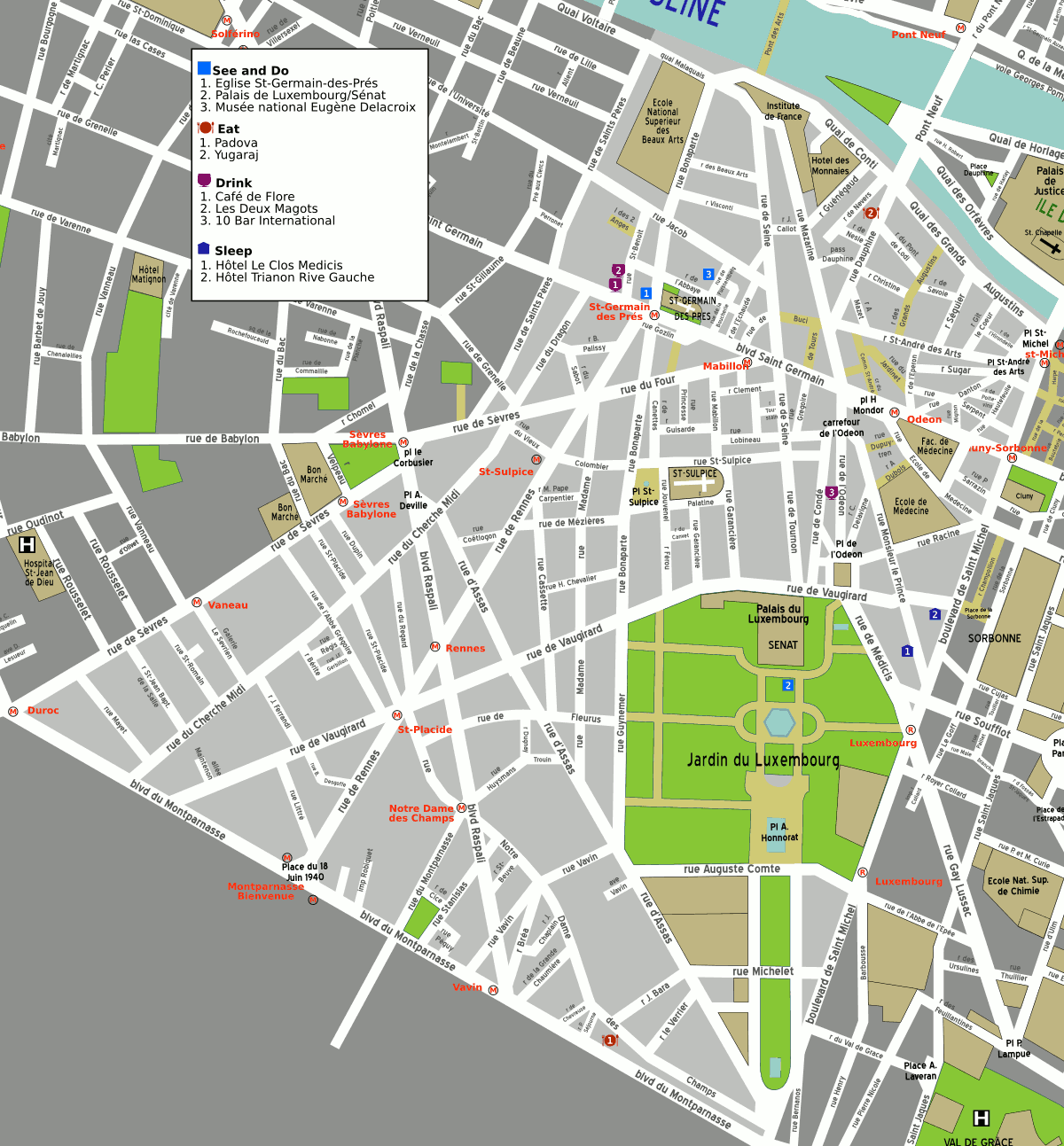
Mappa dell'arrondissement

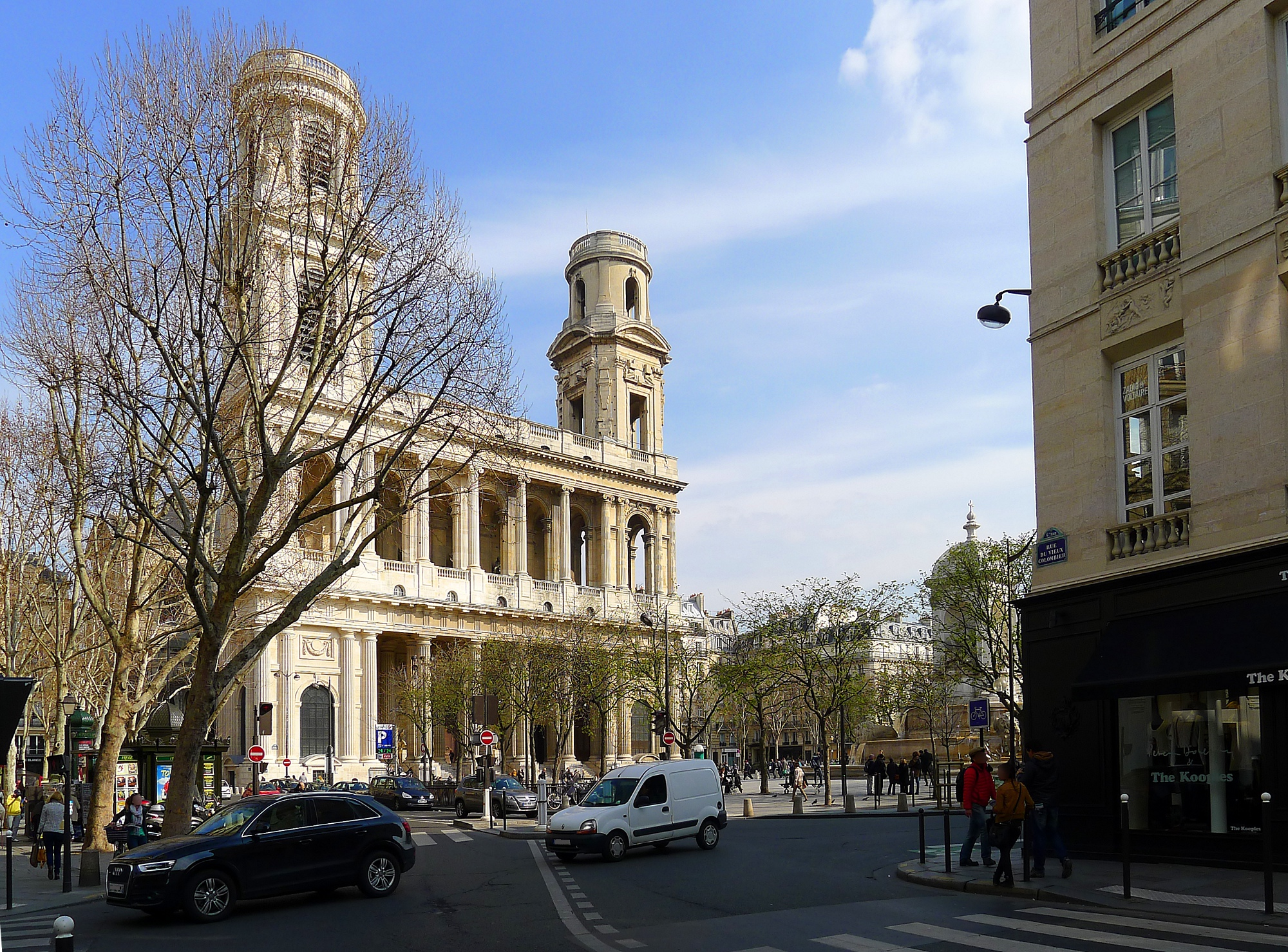
Piazza e chiesa di Saint-Sulpice

- rue de l'Abbaye
- rue d'Assas
- rue Auguste-Comte
- rue des Beaux-Arts
- rue Bonaparte
- rue de Bussi
- passage Dauphine
- rue Dauphine
- place de Furstemberg
- place du 18-Juin-1940
- rue Guynemer
- rue Jacob
- rue Jacques-Callot
- quai Malaquais
- boulevard du Montparnasse
- boulevard Raspail
- rue de Rennes
- rue Saint-André-des-Arts
- rue Saint-Benoit
- boulevard Saint-Germain
- place Saint-Germain-des-prés
- boulevard Saint-Michel
- rue des Saints-Pères
- rue de Seine
- rue de Sèvres
- place Saint-Sulpice
- rue de Vaugirard
- rue Visconti
- quai Voltaire

## Quartieri
- Quartier de la Monnaie
- Quartier de l'Odéon
- Quartier Notre-Dame-des-Champs
- Quartier Saint-Germain-des-Prés